# Diana Palmer
Diana Palmer (pseudonimul lui Susan Spaeth sau Susan Kyle după căsătorie) (născută în 11 decembrie 1946) este o scriitoare americană câștigătoare a numeroase premii literare.

## Biografia
Susan Spaeth a practicat timp de 16 ani meseria de jurnalist. Din 1979 s-a dedicat definitiv redactării de romane de dragoste având un succes remarcabil și adjudecându-se numeroase premii literare utilizând ca pseudonim numele Diana Palmer. De asemenea, a scris lucrări  aparținând genului science-fiction sub pseudonimul Susanna S. Kyle, dar a semnat unele dintre operele sale și ca  Diana Blayne, Katy Currie sau cu numele de după casatorie: Susanna Kyle. Are o căsătorie fericită cu  James Kyle și este o autoare prolifică: a publicat peste o sută de titluri și nu e de mirare că a declarat că îi sunt suficiente câteva luni pentru a scrie un nou roman! Este citată în numeroase publicatii și compare în: Contemporary Authors (Autorii contemporani) de Gale Research, Inc., Twentieth Century Romance and Historical Writers - St James Press, The Writers Directory  - St James Press, International Who's Who of Authors and Writers - Meirose Press, Ltd., Love's Leading Ladies deKathryn Falk. 
Romanul său "Diamond Girl" a fost ecranizat în 1998 .